# Jean de Sponde
Jean de Sponde o, en vasco, Joanes Ezponda (Mauléon, 1557-Burdeos, 18 de marzo de 1595) fue un humanista, helenista y poeta barroco francés, hermano del eclesiástico e historiador Henri de Sponde y padre del obispo homónimo Jean de Sponde.

## Biografía
Jean de Sponde era hijo de un protestante de origen vascoespañol, Íñigo de Sponde, y de su segunda mujer. Ligado a la corte de Navarra y crecido en un severo entorno ascético reformado, fue un alumno brillante y recibió de Jeanne d'Albret, madre del futuro Enrique IV de Francia, una beca de estudios. De 1570 a 1579, estuvo en el colegio de Lescar, donde recibió una enseñanza antiaristotélica. Allí adquirió además un perfecto conocimiento del griego antiguo y aprendió la teología reformista.
Hizo su grand tour en 1580. Estudió en la universidad de Basilea, donde conoció a François Hotman. Su maestro era entonces Teodoro de Beza. Se volvió entonces hacia la literatura profana e hizo una edición de Homero acompañada de un comentario latino que concluyó en 1583. Se interesó en especial por la música de Paschal de L'Estocart. En 1582 redactó un prefacio latino a los seis tratados del Organon aristotélico, en el que hizo un elogio del filósofo griego. Con este motivo sostuvo correspondencia con Théodore Zwinger de la que han persistido ocho cartas de septiembre de 1582. Allí aparecen las preocupaciones de Sponde: la música de L'Estocart, los autores griegos, la alquimia. En una de ellas afirma que haber transmutado un marco de plata en oro. Enrique IV le dio un puesto de relator en su corte. La lectura del Psalterio en 1582 le afectó profundamente, dejó la poesía amorosa (Les Amours, publicado póstumo en 1597) y se inclinó a una vida más religiosa y ascética. Escribió entonces sus obras mayores: Méditations sur les pseaumes / Meditgaciones sobre los psalmos y Essai de quelques poèmes chrestiens / Esbozo de algunos poemas cristianos.
Vuelto a Navarra, se casó en 1583. Desde 1585, Trabaja como agente político del futuro rey Enrique IV, al que acompañará en su carrera. Fue encarcelado en París, liberado y encarcelado de nuevo en Tours. Se convirtió al catolicismo siguiendo el ejemplo de su rey, lo que le valió la inquina de los hugonotes; Agrippa d'Aubigné se transformó en un violento enemigo personal. Un año después, su padre Íñigo fue asesinado por la liga católica. Publicó entonces algunos escritos de controversia para defender su conversión y contra la teología calvinista. Murió en Burdeos en la pobreza. En su Essai de quelques poèmes chrestiens, aparecido en 1588, evocó con gran altura lírica el tema de la muerte.
Sus libros fueron destruidos por los protestantes por odio a su autor y marcados de calvinismo, fueron rechazados por los católicos. Por eso parte de su obra ha desaparecido y su autor apareció como alguien oscuro hasta que tres siglos más tarde su obra se redescubrió. Marcel Arland escribió el prefacio a la 'Œuvre poétique de Sponde en 1945. Los estudios y ediciones del erudito inglés Alan Martin Boase lo situaron entonces como un gran poeta barroco. Son sus temas los habituales de esta estética: el desengaño, las apariencias, el tiempo efímero, la muerte, Dios. Utiliza el típico estilo anticlásico barroco: expresivo, retórico, asimétrico, recargado.

## Obras

### Poesía
- Méditations sur les pseaumes XIIII ou LIII, XLVIII, L et LXII , avec un Essay de quelques poèmes chrestiens, 1588
- Essai de quelques poèmes chrestiens avec les Stances et sonnets de la mort, 1588
- Sonnets d'amour, 1595
- Œuvre poétique, pour la première fois réunie en un volume, préf. Marcel Arland, Delamain et Boutelleau, 1945

### Política y polémica
- Avertissement au roi, 1589
- Con Jacques de Faye d'Espeisses y Guy du Faur de Pibrac, Recueil des remonstrances faites en la cour de Parlement de Paris aux ouvertures des plaidoiries, par Feu M. Jaques Faye, … Plus adjouté à la fin les Remonstrances du Seigneur de Pybrac, le tout reveu & corrigé de nouveau, Toulouse, 1594.
- Déclaration des principaux motifs qui induisent le sieur de Sponde, conseiller et maistre des requestes du Roy, à s'unir à l'Église catholique apostolique et romaine, adressée à ceux qui en sont séparez..., le tout reveü et augmenté de nouveau par ledict sieur de Sponde. Au roy de France et de Navarre Henri, quatrième de ce nom, Paris, A. L'Angelier, 1595.
- Response du feu sieur de Sponde… au Traicté des marques de l'Église faict par Th. de Bèze, Bordeaux , S. Millanges, 1595.
- La response d'un catholique, Giuseppe Antonio Brunelli (éd.), Catane, Castorina, 1967.

### Ediciones
- Homeri qvæ extant omnia Ilias, Odyssea, Batrachomyomachia, Hymni, Poematia aliquot Cum Latina uersione omnium quae circumferuntur emendatiss… Perpetuis item iustisque in Iliada simul et Odysseam. Pindari quinetiam Thebani Epitome Iliados Latinis uersib. et Daretis Phrygij de bello Troiano libri, à Corn. Nepote eleganter latino uersi carmine, con comentarios de Jean de Sponde, Bâle, Episcopius, 1583. Edición de Homero y otros autores. 
  - Graecorum poëtarum principis Homeri qvae extant omnia : cum versione latina […] Pindari quinetiam Thebani Epitome Iliados latinis versib[us] et Daretis Phrygij de bello Troiano libri, a Corn[elio] Nepote eleganter latino versi carmine, Bâle, 1686.